# Serravalle Pistoiese

Ubicación de la ciudad de Serravalle Pistoiese en la provincia de Pistoia.

Serravalle Pistoiese es una localidad italiana de la provincia de Pistoia, región de Toscana, con 11.209 habitantes.

## Monumentos y lugares de interés

### Edificios religiosos
- Iglesia de Santo Stefano
- Iglesia de San Miguel Arcángel
- Oratorio de San Rocco y Sebastián
- Iglesia de San Pietro (Casalguidi)
- Iglesia de Santa Lucía y Marcello

### Arquitectura civil
- Villa Cassero o Villa Costa Reghini
- Villa Fontana en Hill

### Arquitectura militar
- Torre del Barbarossa
- Nueva Fortaleza

## Evolución demográfica
| Gráfica de evolución demográfica de Serravalle Pistoiese entre 1861 y 2001 |
|                                                                            |
| Fuente ISTAT - Elaboración gráfica por parte de Wikipedia                  |

## Transporte

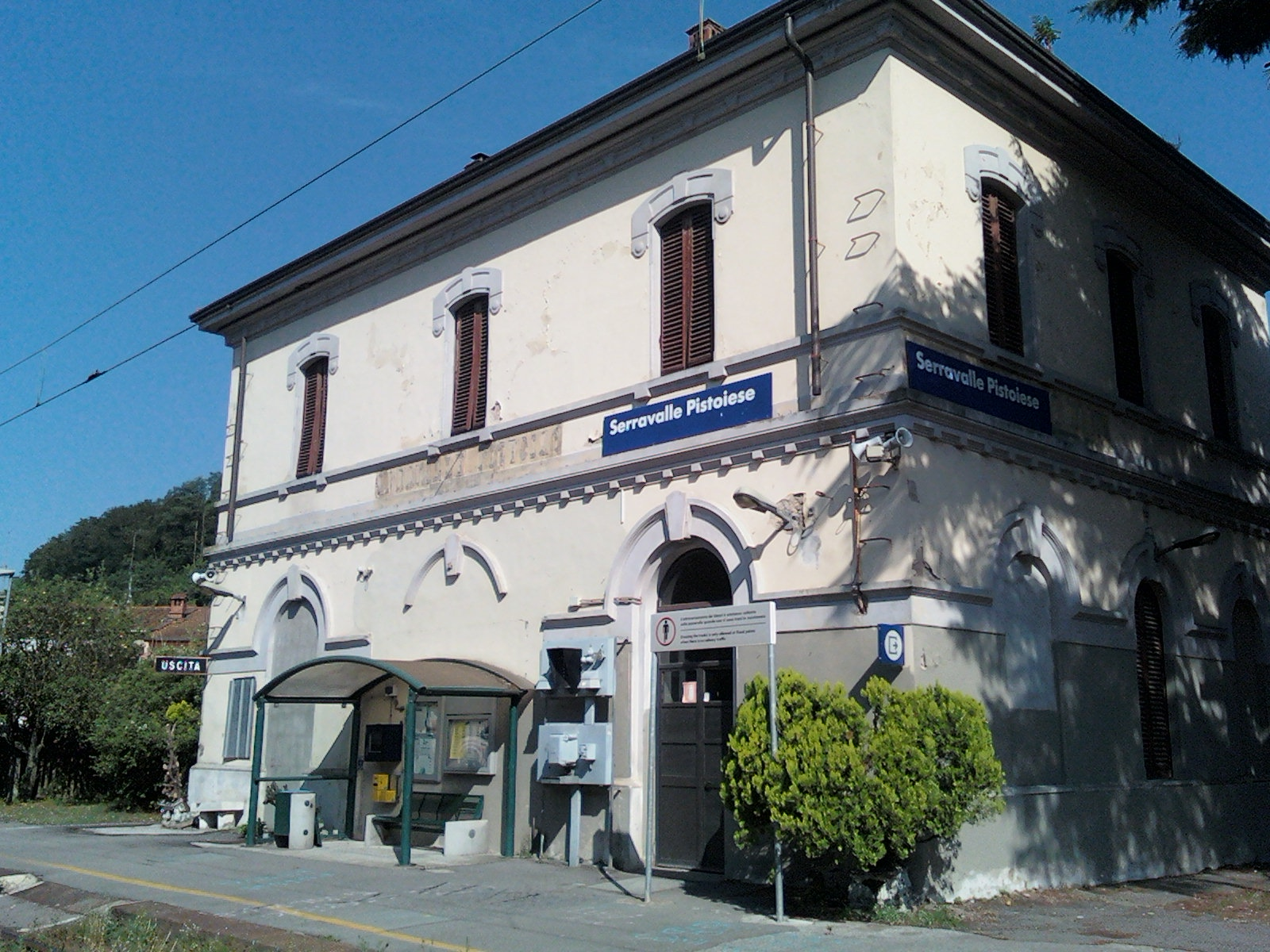
Estación de Ferrocarril.

La ciudad también tiene una estación de ferrocarril situada en el pueblo de Stazione Masotti. La asistencia es un poco "bajo durante todo el día, pero es sobre todo el tráfico de pasajeros, especialmente en la dirección de Florencia y en el verano de Viareggio conocido balneario.